# José Ramón Gómez Besteiro
José Ramón Gómez Besteiro, né le 15 novembre 1967 à Lugo, est un homme politique espagnol membre du Parti socialiste ouvrier espagnol (PSOE).
Après avoir été élu délégué à l'Urbanisme et porte-parole de l'exécutif municipal à Lugo au début des années 2000, il devient en 2007 président de la députation provinciale. Il est alors le premier socialiste à diriger cette institution. Il est reconduit en 2011.
En 2013, il remporte la toute première élection primaire pour le secrétariat général du Parti des socialistes de Galice-PSOE. Il doit renoncer à ce poste en mars 2016, ainsi qu'à sa candidature aux élections régionales de septembre, après avoir été mis en examen dans deux affaires distinctes, cumulant dix chefs d'accusation.
L'ensemble des charges est abandonné en 2021 puis 2022, la juge d'instruction ayant fait l'objet d'une sanction disciplinaire en 2019 pour ses enquêtes politico-financières sans fondement. Soutenu par plusieurs figures du PSOE galicien, il fait son retour en politique en avril 2023 comme délégué du gouvernement. Il est élu, quatre mois plus tard, député au Congrès.
Participant à partir d'octobre 2023 à l'équipe chargée de négocier une majorité pour l'investiture de Pedro Sánchez, il est proclamé en parallèle chef de file du PSOE pour les élections régionales de 2024. Il réalise au cours de ce scrutin le plus mauvais résultat du PSOE galicien. Il est réélu peu après secrétaire général régional.

## Vie privée
José Ramón Gómez Besteiro naît le 15 novembre 1967 à Lugo, dans le quartier de Lamas de Prado. Il est le fils d'un contrôleur des transports et d'une femme de ménage. Il est le troisième d'une fratrie de trois garçons.
Il est marié et père de deux enfants.

## Formation
À l'université de Saint-Jacques-de-Compostelle (USC), José Ramón Gómez Besteiro étudie le droit. Il signale qu'il a été en mesure de suivre des études supérieures grâce au système de bourse d'études mis en place sous les mandats du socialiste Felipe González.
Il devient par la suite avocat.

## Engagement politique

### Débuts
Ayant adhéré au Parti socialiste ouvrier espagnol (PSOE) à la fin de ses études, José Ramón Gómez Besteiro est recruté en 1999 par Xosé López Orozco (es), candidat socialiste à la mairie de Lugo, comme candidat sur sa liste.
Grâce au soutien du Bloc nationaliste galicien (BNG), Orozco devient effectivement maire de la capitale provinciale. José Ramón Gómez Besteiro est nommé conseiller municipal délégué à l'Urbanisme avec obligation d'exercice à temps complet, ce qui le contraint à renoncer à son métier d'avocat. À la suite des élections municipales de 2003, au cours desquelles le PSOE conquiert la majorité absolue du conseil municipal, il est reconduit dans ses responsabilités par Orozco. En parallèle, il est porte-parole de l'exécutif municipal.

### Président de la députation de Lugo
Le 14 juillet 2007, José Ramón Gómez Besteiro est élu par 14 voix favorables président de la députation provinciale de Lugo, bénéficiant du soutien des élus du Parti socialiste et du Bloc nationaliste. Il forme avec le BNG un exécutif de coalition. Il est le premier socialiste à exercer cette responsabilité, et met un terme à plus de deux décennies de pouvoir de Francisco Cacharro (es), du Parti populaire.
Il est réélu pour un second mandat le 22 juin 2011, bénéficiant encore une fois des votes conjoints du PSOE et du BNG, soit 13 voix sur 25, contre 12 voix pour José Manuel Barreiro, candidat du Parti populaire qui le félicite ensuite pour sa réélection.
Lors du XIIe congrès du Parti des socialistes de Galice-PSOE (PSdeG-PSOE), il est intégré le 12 mars 2012 à la commission exécutive, sous l'autorité du secrétaire général réélu, Pachi Vázquez. Sa présence, ainsi que celle de l'ancien ministre de la Justice, Francisco Caamaño, est remarquée car tous deux sont perçus comme de potentiels candidats à l'élection primaire pour désigner le chef de file aux élections régionales attendues en 2013.
Lors du congrès du Parti socialiste de la province de Lugo, organisé le 26 mai suivant, il est le seul à se présenter pour le poste secrétaire général. Il est élu par acclamation par les 96 délégués des militants.

### Secrétaire général du PSOE galicien
Lors d'un événement qu'il organise à Lugo le 15 décembre 2012, José Ramón Gómez Besteiro se dit prêt à être candidat au secrétariat général du PSdeG-PSOE, deux mois après l'échec des socialistes aux élections autonomiques. Le 26 avril 2013, le comité national convoque un congrès extraordinaire le 29 septembre, précédé, pour la première fois, d'une primaire le 7 septembre, pour désigner le secrétaire général. José Ramón Gómez Besteiro s'absente lors du vote, une sortie qu'il explique par des considérations éthiques du fait de sa propre candidature.
Le soir du vote, le président de la députation de Lugo l'emporte avec 77 % des voix, devançant largement son unique concurrent, le maire d'A Illa de Arousa, Manel Vázquez. Après avoir été formellement élu par les délégués des militants le 29 septembre par 95 % des suffrages exprimés, il dévoile la composition de la nouvelle commission exécutive du PSdeG-PSOE, composée de 28 personnes, renouvelée à 92 % et qui ne comprend plus le poste honorifique de président. À l'inverse de sa proclamation triomphale, la ratification de la nouvelle direction met en lumière des désaccords quant à sa composition, avec 68 % de votes favorables et près de 150 bulletins blancs.
Il annonce, le 15 février 2015 lors d'une interview sur la Cadena SER, qu'il ne sera pas candidat à un troisième mandat à la députation de Lugo, qui sera renouvelée à la suite des élections municipales du 24 mai. Cette décision lui permet de se concentrer sur le parti et sa candidature aux prochaines élections autonomiques, prévues en 2016. Il promeut pour lui succéder Manuel Martínez, maire de Becerreá, mais le Bloc nationaliste dit ne pas vouloir le soutenir car il est mis en examen. La direction nationale du PSOE désigne cependant le maire d'A Pontenova, Darío Campos, finalement défait par la candidate du Parti populaire, Elena Candia, en raison de la dissidence de Manuel Martínez au moment du vote.

### Mise en cause judiciaire et retrait
Le 3 juillet 2015, la juge d'instruction Pilar de Lara annonce que José Ramón Gómez Besteiro est mis en examen des chefs de trafic d'influence, corruption, prévarication et atteinte à l'aménagement du territoire, dans le cadre d'une affaire datant de l'époque où il était élu délégué à l'Urbanisme à la mairie de Lugo. Il annonce, quatre jours plus tard, qu'il renonce à être désigné sénateur par le Parlement de Galice, comme il le prétendait initialement. Bien qu'il dise avoir pris cette décision personnellement et l'avoir lui-même communiquée au secrétaire général du PSOE, Pedro Sánchez, il se trouve que le porte-parole du groupe socialiste au Congrès, Antonio Hernando, avait affirmé « [écarter] qu'il aille au Sénat » quelques heures avant l'annonce de Besteiro.

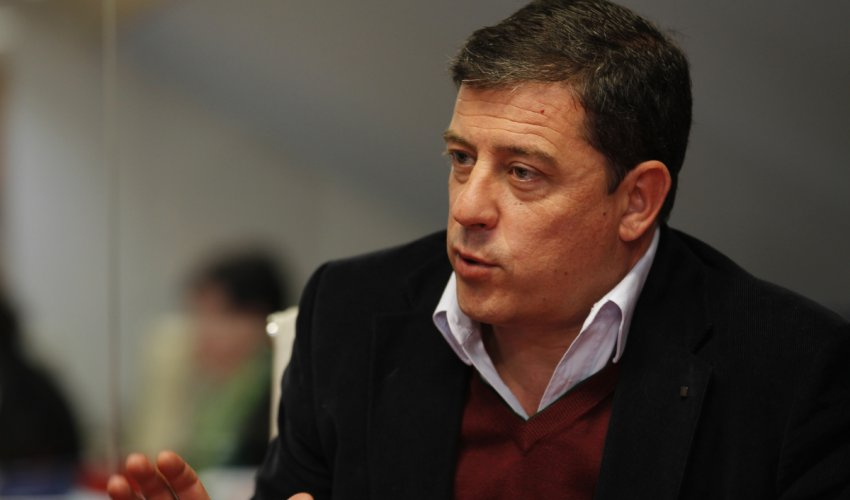
José Ramón Gómez Besteiro se retire de la vie politique en 2016 en raison de plusieurs mises en examen.

La même magistrate indique, le 11 mars 2016, qu'il est mis en examen dans le cadre d'une enquête sur un programme d'excursions organisé par la députation provinciale quand il la présidait, des chefs de corruption, prévarication, trafic d'influence, fraude à l'encontre de l'administration, fraude aux subventions et détournement de fonds publics. José Ramón Gómez Besteiro fait donc savoir, au lendemain de sa seconde mise en examen, qu'il renonce à être le chef de file électoral du PSOE galicien aux prochaines élections régionales, mais qu'il entend conserver son poste de secrétaire général du PSdeG-PSOE. Finalement, il démissionne six jours plus tard de la direction de la branche galicienne du Parti socialiste, affirmant agir en toute liberté, et cède le contrôle du parti à une équipe provisoire dirigée par la députée Pilar Cancela.
Désormais retiré de la vie politique, il reprend son métier d'avocat dans un cabinet de Lugo.
La juge d'instruction Pilar de Lara est sanctionnée en 2019 de sept mois de suspension par le Conseil général du pouvoir judiciaire (CGPJ) pour « faute grave ». Il lui est reproché d'avoir ouvert de nombreuses informations judiciaires dans des dossiers politico-financiers sans les mener à terme, entraînant la paralysie de son cabinet. Le 4 février 2021, le tribunal provincial de Lugo classe sans suite la première mise en examen de José Ramón Gómez Besteiro, concernant son action comme conseiller municipal. Le second dossier, relatif à la députation, est lui aussi classé, par une nouvelle juge d'instruction, le 21 décembre 2022.

### Affaires classées et retour en politique
Dès la levée de sa mise en caus judiciaire, José Ramón Gómez Besteiro est invité à revenir en politique par des personnalités comme la maire de Lugo, Lara Méndez, le secrétaire à l'Organisation du PSdeG-PSOE, José Manuel Lage (gl), qui le compare à Lionel Messi, Kylian Mbappé et Erling Haaland réunis, ou encore le secrétaire général du PSdeG-PSOE, Valentín González Formoso (es), qui le qualifie « d'actif politique énorme » et se présente comme « l'un de ses meilleurs amis ». Formoso affirme même que si Besteiro se présente à la primaire pour les élections régionales de 2024, il le soutiendra.

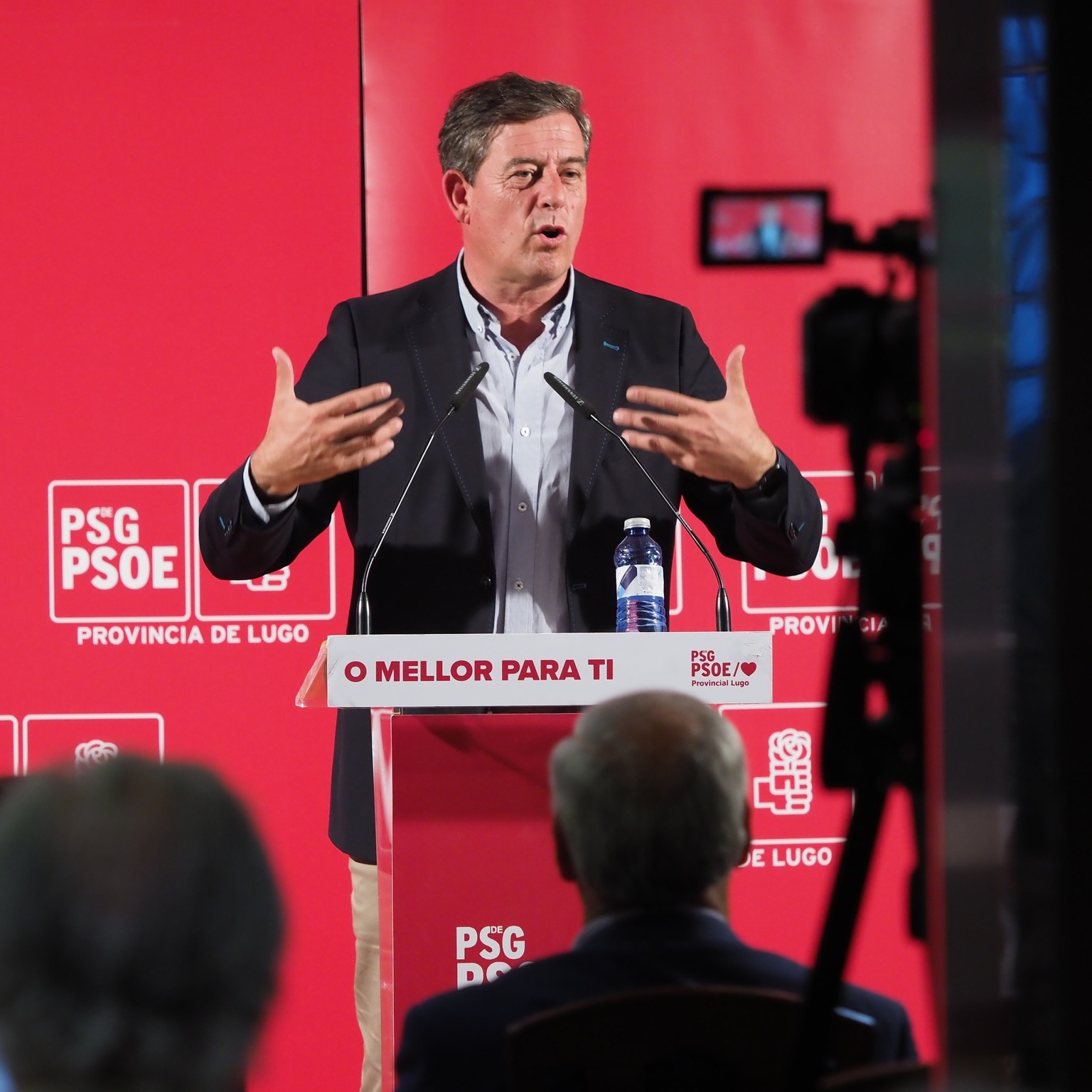
José Ramón Gómez Besteiro revient en politique en 2023.

Son retour effectif sur la scène politique se produit trois mois plus tard, après que Formoso et Lage se sont rendus six fois à Madrid pour essayer de lui trouver une manière de revenir au premier plan. Le 27 mars 2023, à la suite de la nomination de José Miñones comme nouveau ministre de la Santé, il est révélé que José Ramón Gómez Besteiro le remplacera comme délégué du gouvernement. Il est effectivement désigné pour cette fonction par le Conseil des ministres du gouvernement Sánchez II le lendemain. Il prête serment le 3 avril, en présence notamment du président de la Junte, Alfonso Rueda, et son lointain prédécesseur, Fernando González Laxe, ainsi que des maires de La Corogne, Inés Rey, de Lugo, Lara Méndez, et de Saint-Jacques-de-Compostelle, Xosé Sánchez Bugallo (es).
Après que Pedro Sánchez a convoqué des élections générales anticipées pour le 23 juillet 2023, José Ramón Gómez Besteiro est choisi au début du mois de juin comme tête de liste du Parti socialiste dans la circonscription de Lugo, ce qui obligera à son remplacement puisque les délégués du gouvernement sont inéligibles. Il cède donc ses fonctions le 14 juin à Pedro Blanco, jusqu'alors directeur juridique de l'Union générale des travailleurs (UGT) en Galice. Élu au Congrès des députés, il est personnellement choisi par Sánchez comme orateur du groupe socialiste sur une réforme du règlement autorisant l'usage de certaines langues régionales, faisant de lui le premier député à s'exprimer à la tribune sous la XVe législature. Le 8 octobre, il est nommé par Pedro Sánchez au sein de l'équipe de sept personnes chargée de négocier le soutien des différents groupes parlementaires pour former une majorité permettant audit Sánchez de se maintenir au pouvoir.
Le 4 décembre, il est élu président de la commission des Transpots et de la Mobilité durable du Congrès des députés.

### Élections régionales de 2024
José Ramón Gómez Besteiro fait un pas vers une candidature à l'élection primaire du Parti des socialistes de Galice-PSOE pour les élections autonomiques de 2024 le 8 octobre 2023, lorsqu'il déclare au cours d'une interview sur la Cadena SER être « à disposition de [son] parti ». Il annonce, le lendemain depuis le siège du Parlement de Galice, qu'il sera bel et bien candidat. Le même jour, la direction nationale du PSOE annonce que le scrutin aura lieu le 29 octobre. Le 15 octobre, l'ancien secrétaire général Gonzalo Caballero (es) renonce à postuler, assumant que sa candidature n'a pas le soutien des cadres du parti, contrairement à celle de Gómez Besteiro.
Le 18 octobre, il est proclamé chef de file électoral sans que le PSOE ait eu besoin d'organiser la primaire. Il dépose en effet près de 3 000 parrainages de militants, soit le quintuple du minimum requis. Son seul concurrent déclaré, Manuel Losada, échoue de son côté à récolter au moins 600 soutiens d'adhérents. Il prend la première place de la liste socialiste dans la circonscription de Lugo. En raison de la faible notoriété de José Ramón Gómez Besteiro et à l'issue d'une campagne où il apparaît comme le subalterne du Bloc nationaliste galicien (BNG), le Parti socialiste réalise le plus mauvais score de son histoire avec 9 députés sur 75 et moins de 15 % des suffrages exprimés. Il reconnaît que ce résultat n'était pas celui attendu et confirme son intention de siéger au Parlement galicien, où il devient porte-parole de son groupe parlementaire.

### Retour au secrétariat du PSdeG-PSOE
Lors de la réunion du comité national du Parti des socialistes de Galice-PSOE le 2 mars 2024, le secrétaire général Valentín González Formoso (es) annonce la convocation d'un congrès extraordinaire le 27 avril suivant, avec la tenue d'une élection primaire pour le secrétariat général le 7 avril. Perçu comme le favori et appuyé par Valentín González Formoso, José Ramón Gómez Besteiro reçoit le soutien de la grande majorité des intervenants. Le 12 mars, il présente formellement sa candidature et se trouve sans concurrent à la clôture du délai d'enregistrement. Il dépose le 22 mars plus de 1 000 parrainages de militants afin de confirmer sa candidature.
Le 26 mars, José Ramón Gómez Besteiro est proclamé secrétaire général, étant candidat unique et ayant déposé suffisamment de parrainages. Il constitue une commission exécutive de 40 membres, soit 18 de moins que l'équipe sortante et renouvelée à 55 %, dans laquelle il confirme Carmela Silva à la présidence, supprime le vice-secrétariat général, divise en deux le secrétariat à l'Organisation et qui est ratifiée à plus de 83 % des suffrages exprimés par les délégués. Ayant annoncé le 13 janvier 2025 son intention de se présenter de nouveau au secrétariat général lors du congrès ordinaire, il est proclamé réélu le 17 janvier après que la commission d'éthique a constaté qu'il était le seul candidat en lice pour le XVe congrès, Gonzalo Caballero (es) s'étant désisté. Le 9 mars, le congrès ratifie sa proposition pour la commission exécutive par 93 % des voix, dans laquelle il confie à Lara Méndez le secrétariat à l'Organisation, crée trois nouveaux secrétariats et confirme Carmela Silva à la présidence.